# Shard (cómic)
Shard Bishop es una personaje ficticia mutante que aparece en los cómics estadounidenses publicados por Marvel Comics.

## Historial de publicaciones
Creada por Scott Lobdell y John Romita, Jr., el personaje apareció por primera vez en The Uncanny X-Men #314 (julio de 1994).

## Biografía ficticia
Shard era teniente en Xavier Security Enforcers (XSE) con su hermano mayor Lucas Bishop en su línea de tiempo nativa en la década de 2080. Es hija de refugiados australianos indígenas mutantes (su antepasado es el mutante Gateway) que huyeron de Australia hacia Estados Unidos el día antes de que fuera devastada por un ataque nuclear. Shard nació y creció en un campo de concentración de mutantes, en el que a los mutantes se les marcaba sobre el ojo derecho con la letra "M" para reconocerlos. En Uncanny X-Men Annual #17, se afirma que Shard tiene la capacidad mutante de "transubrar la luz ambiental en fuerza de conmoción". 
Shard se convirtió en la graduada de XSE más joven un año después de que Bishop alcanzara ese puesto. Ella sirvió bajo el mando de Bishop como miembro del Escuadrón Omega (que incluía a Bishop y sus oficiales, Randall y Malcolm), hasta su ascenso.
Juntos, en el XSE Shard y Bishop fueron responsables de detener a los mutantes criminales. Shard fue parcialmente infectada en una misión con su hermano luchando contra un grupo infectado con una aflicción vampírica originada en el mutante actual, Emplate.
Aunque Emplates es considerada "muerta viviente", Bishop la llevó al edificio Stark/Fujikawa de Nueva York habitado por el Testigo para intentar salvar su vida transmitiendo su esencia a una matriz holográfica (una tecnología de origen Shi'Ar, similar al usado en la Sala de Peligro de X-Men). Aquí se decía que había hecho un trato para que el experimento se llevara a cabo, el precio era que trabajaría para él durante un período de tiempo específico. El experimento fue un éxito, pero Shard, ya parcialmente infectado con la aflicción de Emplate, murió. Debido al proceso involucrado, Bishop se consideraba su asesino. El alcance y el tipo de trabajo que realizó en este acuerdo aún no se conoce, si es que alguna vez se conocerá.
Bishop finalmente viajó en el tiempo, hasta el presente, en un esfuerzo por localizar a Trevor Fitzroy, uno de los criminales más buscados de su época y ex amante de Shard, donde quedó atrapado en el presente y se convirtió en miembro de los X-Men, sus ídolos. Desde entonces, Shard también ha sido recreado en el presente, como una construcción informática, y se convirtió en un miembro clandestino del equipo X-Factor patrocinado por el gobierno. Allí comenzó una relación romántica con su compañero de equipo Wildchild.
Después de que X-Factor se disolviera en X-Factor #149, Shard fue transportada a un futuro alternativo. Allí murió por segunda y aparentemente última vez, salvando a su hermano Bishop de Trevor Fitzroy. Su antiguo amante había intentado seducirla devolviendo su cuerpo a su forma sólida original.

## Poderes y habilidades
Shard es capaz de absorber partículas de luz ambiental y convertirlas/transformarlas para permitirle realizar una serie de ataques basados en la luz. Durante la condición de Shard viviendo como una forma de vida basada en fotones, se le concede una forma de intangibilidad.

## Recepción
- En 2014, Entertainment Weekly clasificó a Shard en el puesto 75 en su lista "Clasifiquemos a todos los X-Man".[3]

## En otros medios

### Televisión
- Shard aparece en los episodios de X-Men "One Man's Worth" pt. 1 y 2 y "Beyond Good and Evil" pt. 1-4. Ella dio su voz por Kay Tremblay.
  - Shard aparece en X-Men '97, con la voz de Kimberly Woods.[4]

### Videojuegos
- En X-Men: Mojo World, ella es un personaje jugable después de desbloquearse en el nivel 4.